# クロアチア独立国

クロアチア独立国
Nezavisna Država Hrvatska (クロアチア語)

国歌: Lijepa naša domovino（クロアチア語）
私たちの美しい故国

クロアチア独立国の位置（1942年）

- スポレート公爵アイモーネは、1941年5月18日に「トミスラヴ2世」としての任命を受諾したが、1943年7月31日に退位し、同年10月12日にすべての請求権を放棄した。これにより、独立国クロアチア（NDH）は事実上君主制ではなくなった。アンテ・パヴェリッチが国家元首となり、ウスタシャの指導者としての称号 「ポグラヴニク（Poglavnik）」 が正式にNDHの国家元首の称号となった。

クロアチア独立国（クロアチアどくりつこく、クロアチア語: Nezavisna Država Hrvatska、NDH）は、第二次世界大戦中、主に現在のクロアチアとボスニア・ヘルツェゴビナの領域を支配した国家である。クロアチアのファシズム団体・政党ウスタシャの政権であるが、一般にドイツおよびイタリアの傀儡国家と見なされている。独立国家クロアチアと訳されることもある。

## クロアチア自治州
ユーゴスラビア王国は1918年に「セルビア人・クロアチア人・スロベニア人王国」として建国されたが、当初からセルビア人とクロアチア人の不和という問題を抱えていた。ヴェルサイユ体制に支えられたセルビア人の集権的統治に対し、分権志向のクロアチア人は大きな不満を抱く。
1928年に入ると議会内暗殺事件が発生する。これを重く見たカラジョルジェヴィチ朝の国王アレクサンダルは混乱を収拾すべく、1929年1月6日に議会の解散および憲法の停止を命じ、国王独裁を宣言した（1月6日独裁制）。また「上からの」統合を加速するべく、国号も「ユーゴスラビア王国」と改めた。しかし、アレクサンダルは1934年、マルセイユで暗殺された（当時クロアチア民族主義者の犯行と思われたが、真相は不明）。
王位はペータル2世に継承されたが未成年であったため、パヴレ公を中心とする3人の摂政がユーゴスラビア王国政府を率いた。1939年、ツヴェトコヴィチ首相とクロアチア農民党のヴラトコ・マチェクが折衝を続け、「大クロアチア」をほぼ実現するクロアチア自治州を創設することで、国内の深刻な対立をなんとか収束しようとした。この時の「協定」はスポラズム（en）の名で知られる。しかしこの政策は、国内の矛盾を拡大させただけで終わった。

## クロアチア独立国「建国」
1940年11月にルーマニアとハンガリーが日独伊三国同盟に加盟すると、翌1941年にブルガリアが加わり、同年3月ユーゴスラヴィア王国も加盟に踏み切った。ところが、他国とは異なってユーゴスラヴィアでは反対運動が大きくなり、3月26日から3月27日にかけて王国軍のドゥシャン・シモヴィチ（Dušan Simović）を中心とした親西欧派のクーデターが発生する。この動きに対してヒトラーは激怒したといわれる。
1941年4月にドイツとイタリアによるユーゴスラビア侵攻が始まり、6日からベオグラード攻撃に入った。その後ユーゴ王国軍は、2週間を待たずに降伏した（ユーゴスラビア侵攻も参照）。こうしてユーゴスラヴィア王国の歴史は幕を閉じ、その国土は枢軸国のあいだで分割・占領された。4月10日にはドイツ国防軍がザグレブに入城しており、同日「クロアチア独立国」の樹立が宣言される。ドイツは分割統治を狙って民族対立を利用し、クロアチア自治州を上回る版図を割り当てたが、結果的に民族主義者の宿願である中世クロアチア王国の領域が再現された。
この時、建国の先鋒となったのがクロアチアのファシズム集団ウスタシャであり、その指導者アンテ・パヴェリッチであった。表向きは「王国」の体裁をとり、サヴォイア家からアオスタ公アイモーネ（en）を象徴君主として迎えた。アイモーネはクロアチア建国の英雄トミスラヴ王（Tomislav）の名を冠し、トミスラヴ2世として5月18日に形式上の国家元首である国王に即位した。ただし、クロアチア王位はあくまで象徴的な意味合いだけで、いかなる実際上の権力も持っていなかった上に、トミスラヴ2世はクロアチア人によるテロを恐れ、自らの領国には足を踏み入れず、イタリアに留まった。
パヴェリッチは4月10日にユーゴスラビアから分離した独立クロアチアを組織する旨を発表。同時にポグラヴニク（Poglavnik）（国家元首または首長と訳される）となって首相と外相を兼務した。ポグラヴニクという地位は、国王が国内に不在であるクロアチアにとって、事実上の最高指導者であった。さらに、彼はファシズムの先駆者であるヒトラーやムッソリーニを模範に一党独裁政権を樹立した。他の政党はすべて非合法化され、自身の親衛隊であるウスタシャ民兵組織を創設。なお、ウスタシャは旧ユーゴスラビア王国から以下の領土を割取した。
- スロベニア（ドレンスカ地方）

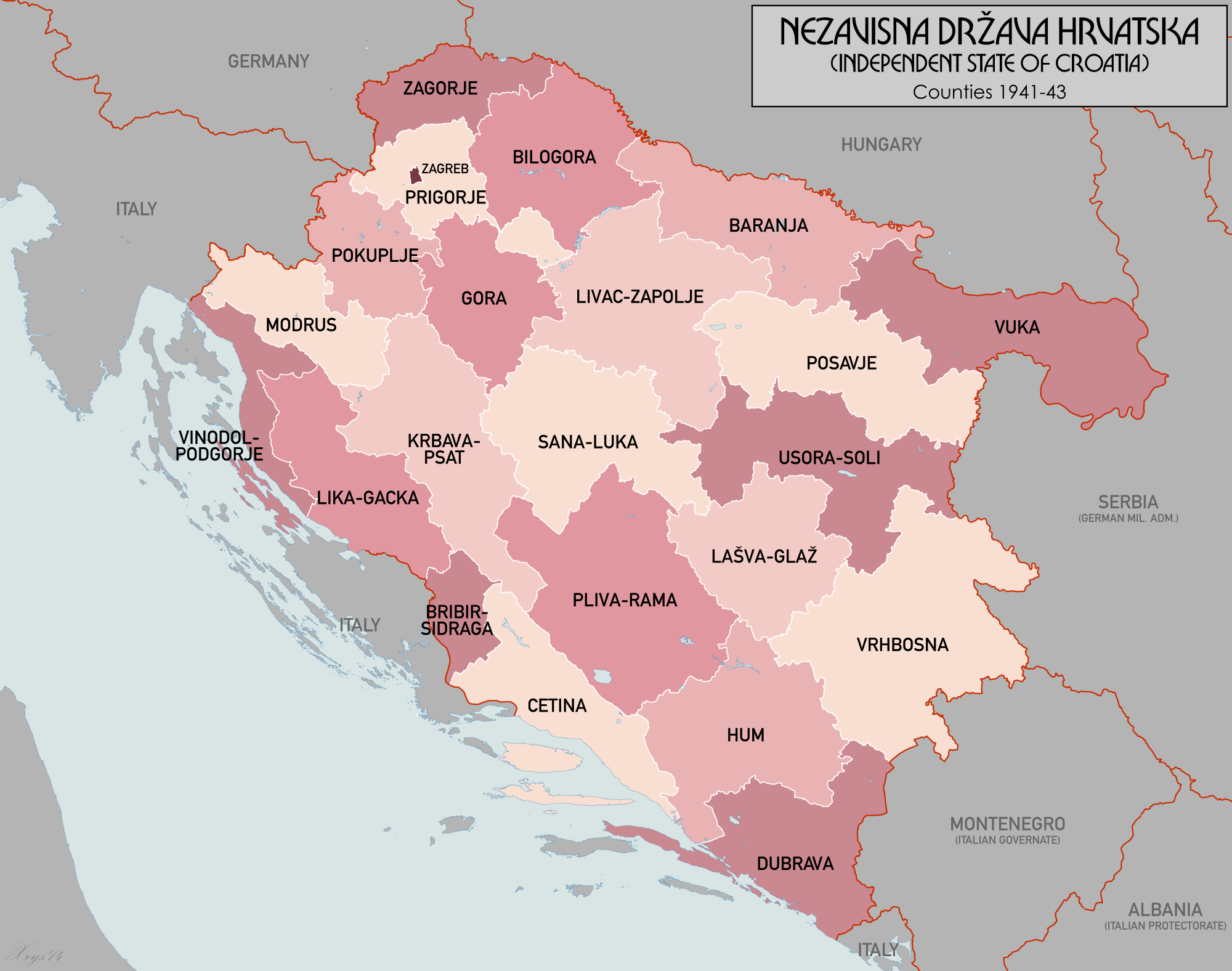
クロアチア独立国の領土

- クロアチア（ただし、ダルマチアの一部地域（ダルマチア県（イタリア語版））はイタリアが占領）
- ボスニア・ヘルツェゴビナ
- ヴォイヴォディナ

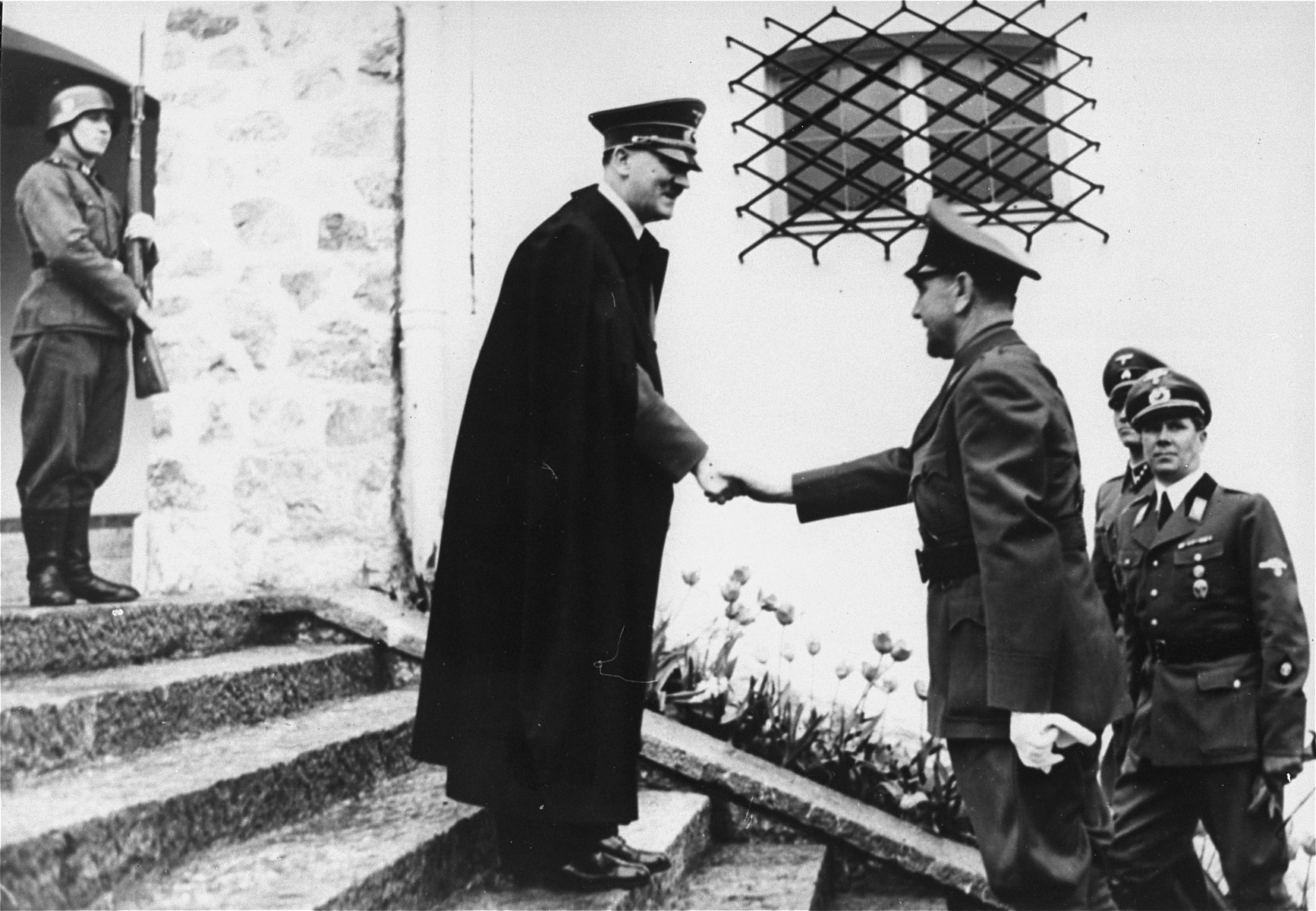
パヴェリッチとアドルフ・ヒトラー
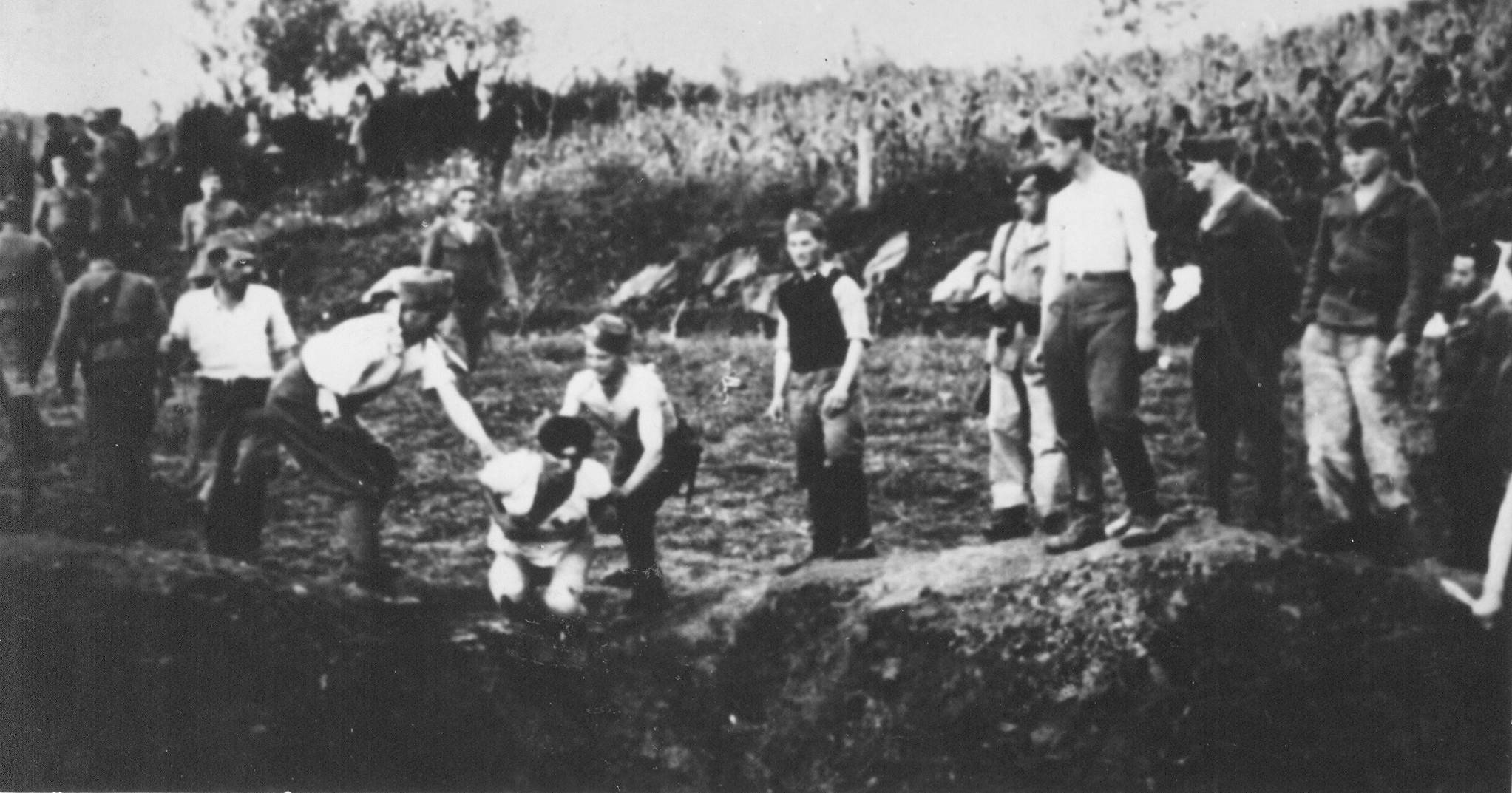
別名「バルカンのアウシュヴィッツ」と呼ばれたヤセノヴァッツ強制収容所の囚人

ウスタシャはかねてから計画していたといわれるこれらの地域のセルビア人を標的とした大量殺戮を開始し、一説に70万人から100万人近いセルビア人を強制収容所に収監して虐殺したといわれている。また、セルビア人だけでなくユダヤ人やロマ（ジプシー）、さらには同胞のクロアチア人の反対派までも大量に逮捕・収監した。特に悪名高いヤセノヴァッツ強制収容所は「バルカンのアウシュヴィッツ」と呼ばれた。こうしたウスタシャの虐殺行動は、同じく残虐行為を専門としたナチス・ドイツ親衛隊の保安警察・保安部擁するアインザッツグルッペン（特別行動部隊）すら眉をひそめるほどのものであったという。
さらに1941年4月30日には国籍法が採択され、全ての非アーリア系（クロアチア人はアーリア系とされた）市民は無国籍者とされた。同日、民族間の結婚を禁止する法律も採択された。6月4日には、クロアチアの社会、青年、スポーツ、文化組織、文学および報道、絵画、音楽、劇場、映画館に非アーリア人が参加することが禁じられた。
ユーゴスラビア王国の国土はクロアチア独立国・ブルガリア・ルーマニア・ハンガリーの枢軸国軍によってあっという間に占領された。ユーゴ国王や政府要人はロンドンに亡命してセルビア人軍人を中心にチェトニックを組織し、クロアチア独立国に対抗した。しかし、チェトニックはクロアチア人を虐待するなど旧来のユーゴ軍の矛盾を内包していたため、セルビア人以外からはあまり支持されなかった。代わってドイツへの抵抗運動を指揮したのは、ユーゴスラビア共産主義者同盟のチトー率いるパルチザンであった。
1941年6月15日、クロアチア独立国は日独伊三国軍事同盟に加わり、6月26日には反共同盟に入った。また同年6月22日、独ソ戦の開戦とともにソ連に宣戦を布告、東部戦線に2万人の兵を送り込んでいる。さらに12月14日、米英に宣戦を布告。そして1942年9月、パヴェリッチはドイツを訪問し、アドルフ・ヒトラーの許可を得てスラヴコ・クヴァテルニクを解任し、政府の再編を行った。
1943年10月12日、イタリアが降伏したために、形式上の国王トミスラヴ2世は王位を放棄してしまい、ポグラヴニクであるパヴェリッチが名実ともに国家元首となった。しかし、1945年にはドイツも降伏し、それにともなって「クロアチア独立国」そのものが崩壊し、パヴェリッチはスペインへ亡命する。そして5月8日、クロアチアは独立を取り消され、その構成地域はすべてユーゴスラビアに戻された。領土は主にクロアチア社会主義共和国とボスニア・ヘルツェゴビナ社会主義共和国に分割された。

## 外交
ナチスの傀儡国家とはいっても、クロアチア独立国は少なからぬ国家から承認を受けた。第二次世界大戦の終結以前にはドイツやイタリア、日本をはじめとする枢軸国を中心として、フィンランドなどのドイツの同盟国と満洲国などの枢軸国の傀儡国、スペインやバチカンなどの中立国、ドイツの占領下にあったデンマークをはじめ、以下の19か国が承認した。なお、第二次世界大戦が勃発した1939年当時の独立国の数は60か国にも満たなかった。
- ドイツ国（枢）
- イタリア王国（枢）
- 大日本帝国（枢）
- ハンガリー王国（枢）
- ルーマニア王国（枢）
- ブルガリア王国（枢）
- フィンランド（枢）
- スペイン
- スロバキア共和国（枢）
- デンマーク（ドイツ占領下）
- 中華民国（枢）
- 満洲国（枢）
- タイ（枢）
- スイス
- フランス国（枢）
- アルゼンチン
- スウェーデン
- バチカン
- セルビア救国政府（枢）

（枢）のついている国は枢軸国（その後離脱した国を含む）。

### 日本との外交関係
日本との外交関係は、クロアチア独立国の独立直後の1941年6月7日にその独立を日本が承認したことで始まった。同15日、クロアチア独立国は日独伊三国同盟へ参加し、続く26日には日独伊防共協定にも加わり、日本とクロアチアの両国の間に強固な同盟関係が築かれた。しかし、クロアチアは、同じく日本と同盟を結んでいたイタリアとダルマチアの領土問題を抱えていたため、日本はイタリアへの外交配慮を重視し、1943年9月8日にイタリアが連合国に無条件降伏して枢軸国から離脱するまで、クロアチア国内に大使館も在外公館も設置しなかった。
1943年12月15日、ベルリンに駐在していた日本の外交官、三浦和一と橋爪三男の両名が、クロアチアの首都ザグレブ市内のホテル（ホテル・エスプラナーデ）を借りて帝国代表部の事務所を開設。簡素ながらも、この事務所は、日本が独立国としてのクロアチアに設置した最初の在外公館である。翌1944年の2月11日付で、日本は在クロアチア帝国公使館を開館し、代表部から公使館に昇格し、三浦が同公使館の代理公使に就任した（ドイツ駐箚一等書記官から転任）。1945年4月29日にザグレブ市内で昭和天皇の誕生日パーティが開かれるなど、日本とクロアチアの間には友好関係が保たれていたが、その前日28日にはベニート・ムッソリーニが殺害の上、死体を晒し者にされ、天皇誕生日の翌日30日にはアドルフ・ヒトラーが自殺するなど、欧州における枢軸国の劣勢は覆いがたくなっていた。そのため、三浦代理公使らは、翌5月5日までに重要書類を焼却した後、同日に帝国公使館が閉鎖された。同8日、クロアチア独立国はパルチザンら連合国側の攻勢を支えきれず崩壊し、ユーゴスラビアに再併合されるに至る。これにより、日本とクロアチアの同盟関係もまた同時に解消された。